# Гаджиева, Нинель Зейналовна
Нинель Зейналовна Гаджиева (4 декабря 1926, Баку — 28 октября 1991, Москва) — советский лингвист-востоковед, тюрколог-компаративист. Доктор филологических наук, профессор.

## Биография
Ученица академика АПН РСФСР Н. К. Дмитриева. В 1952 году защитила кандидатскую диссертацию «Типы придаточных предложений в современном азербайджанском литературном языке», в 1970 году — докторскую диссертацию «Основные пути развития синтаксической структуры тюркских языков».
Работала в Институте языкознания Академии наук СССР. В 1975 году в Институте был создан Сектор лингвистической компаративистики как Проблемная комиссия по сравнительно-историческому языкознанию и ареальной лингвистике. Основателями сектора были один из ведущих компаративистов СССР д. ф. н. Э. А. Макаев и д. ф. н. Н. З. Гаджиева, к тому времени уже известный тюрколог. В дальнейшем Н. З. Гаджиева возглавляла эту структурную единицу, существовавшую под разными названиями, вплоть до своей кончины в 1991 году. В состав созданной Проблемной комиссии изначально входило пять человек: Н. З. Гаджиева, В. П. Нерознак, Г. И. Андреева, А. В. Солнцев и Я. Г. Тестелец.
В августе 1986 года на основе Проблемной комиссии и Группы сравнительно-генетических исследований языков разных семей была образована Лаборатория лингвистической компаративистики. Сотрудниками лаборатории являлись известные учёные: В. К. Журавлёв (1922—2010), Анна А. Зализняк, М. А. Кумахов (1928—2008), В. П. Нерознак, А. В. Солнцев, Я. Г. Тестелец, А. П. Юдакин. Длительное время среди сотрудников лаборатории были С. А. Ромашко, Н. Д. Федосеева, Н. Ю. Бокадорова.
Похоронена на Введенском кладбище (25 участок).

## Семья
Муж — академик АН СССР Б. А. Серебренников (1915—1989), брак был бездетным.
Мать — Софья Дмитриевна Чернихова — специалист по истории Кавказа.

## Основные работы
- Гаджиева Н. З. Проблемы тюркской ареальной лингвистики: Среднеазиатский ареал / Н. З. Гаджиева; Институт языкознания АН СССР. — М.: Наука, 1975. — 304 с. — 2000 экз. (в пер.)
- Гаджиева Н. З. Тюркоязычные ареалы Кавказа / Н. З. Гаджиева; Институт языкознания АН СССР. — М.: Наука, 1979. — 264 с.
- Серебренников Б. А., Гаджиева Н. З. Сравнительно-историческая грамматика тюркских языков: Учебное пособие для вузов / Б. А. Серебренников, Н. З. Гаджиева; Науч. ред.: д-р филол. наук В. Асланов. — Баку: Маариф, 1979. — 304 с. — 3000 экз. (в пер.)
- Серебренников Б. А., Гаджиева Н. З. Сравнительно-историческая грамматика тюркских языков: Синтаксис / Б. А. Серебренников, Н. З. Гаджиева; Отв. ред. Э. Р. Тенишев; Институт языкознания АН СССР. — Изд. 2-е, испр. и доп. — М.: Наука, 1986. — 304 с.
- Гаджиева Н. З. Тюркские языки // Языки мира: Тюркские языки / Редколлегия тома: Э.Р. Тенишев (отв. ред.), Е.А. Поцелуевский, И.В. Кормушин, А.А. Кибрик; Институт языкознания РАН. — М.: Индрик, 1997. — 544 с. — (Языки Евразии). — ISBN 5-87232-027-2. (в пер.)
- Серебренников Б. А., Гаджиева Н. З. Сравнительно-историческая грамматика тюркских языков / Б. А. Серебренников, Н. З. Гаджиева. — Изд. 3-е. — М.: Едиториал УРСС, 2010. — 304 с. — (Языки народов мира). — ISBN 978-5-397-00991-1. (обл.)